# Dychtau
Dychtau (dawniej Dych-Tau, ros. Дыхтау) – szczyt w Kabardo-Bałkarii w Rosji, drugi pod względem wysokości szczyt Kaukazu.
Leży w Wielkim Kaukazie, w drugorzędnej grani bocznej pasma Głównego odchodzącej ku północnemu wschodowi od zwornikowej Szchary ku przełęczy Dychni Ausz (3877 m) i rozdzielającej się następnie w szczycie Miżirgi (4928 m) na dwie odnogi. Dychtau wznosi się w lewej z tych odnóg, biegnącej ku północy – północnemu zachodowi, rozdzielającej dolinę lodowca Bezingi (po orograficznie lewej, zachodniej stronie) od doliny lodowca Miżirgi (po orograficznie prawej, wschodniej stronie). Od szczytu Dychtau wspomniana grań skręca na północ i biegnąc przez Misses Tau (4421 m) obniża się i wkrótce zatraca.
Szczyt znajduje się ok. 5 km na północ od głównego grzbietu wododziałowego i granicy z Gruzją. Leży na terenie Kabardyjsko-Bałkarskiego Rezerwatu Wysokogórskiego.
Najdogodniejsze wejście na Dychtau jest od strony rosyjskiej, z wioski Bezingi na wysokości 2180 m. Szczyt wznosi się 2700 m ponad otaczające go lodowce.
Pierwszego wejścia dokonał w 1888 r. znakomity alpinista angielski, Albert F. Mummery w towarzystwie szwajcarskiego przewodnika Heinricha Zurfluha z Meiringen.
Pierwszym Polakiem na szczycie był Wiktor Ostrowski, członek Polskiej Wyprawy Alpinistyczno-Naukowej w Kaukaz Klubu Wysokogórskiego PTT, który wraz z poznanym kilka dni przedtem Rosjaninem Aleksiejem Malejnowemzdobył Dychtau 21 sierpnia 1935 roku. Było to trzecie w ogóle wejście na Dychtau drogą Mummery’ego.